# Gare de Shiroishi-Zaō
La gare de Shiroishi-Zaō (白石蔵王駅, Shiroishi-Zaō-eki) est une gare ferroviaire de la ville de Shiroishi, dans la préfecture de Miyagi, au Japon. Elle est uniquement desservie par la ligne Shinkansen Tōhoku de la JR East.

## Situation ferroviaire
La gare est située au point kilométrique (PK) 286,2 de la ligne Shinkansen Tōhoku.

## Histoire
La gare a été inaugurée le 23 juin 1982 pour l'ouverture de la ligne Shinkansen Tōhoku.

## Service des voyageurs

### Accueil
La gare dispose d'un bâtiment voyageurs, avec guichets, ouvert tous les jours.

### Desserte
- Ligne Shinkansen Tōhoku :
  - Voie 1 : direction Sendai et Morioka
  - Voie 2 : direction Ōmiya et Tokyo